# Valea Salciei (gmina)
Valea Salciei – gmina w Rumunii, w okręgu Buzău. Obejmuje miejscowości Modreni, Valea Salciei i Valea Salciei-Cătun. W 2011 roku liczyła 776 mieszkańców.